# 建築音響工学
建築音響工学（けんちくおんきょうこうがく、英: Architectural acoustics）とは、音響工学のうち、建築に主眼を置いたもの。建築工学の一分野でもある。建築物の雑音・騒音対策などを主とする。

## 概要
建築音響工学が体系づけられたのは、古典的に建築音響について考えられたものを除けば、20世紀初頭からである。
建築音響工学は、建物内、および建物外の間での、音の伝播について取り扱う。具体的には、雑音・振動を抑える構造材・壁・床・天井の材質の選択方法や、内装に反射板や吸音板・サウンドトラップなどを用い、音場（音の響き方など）の制御を行うことが含まれる。
なお、電気音響工学の手法も、音場の電気的制御などに用いられることがある。

## 原理
防音技術には遮音・吸音の2種類があり、その技術はまったく異なるものである。

### 吸音
吸音とは、音を反射しないようにする技術である。必ずしも、吸音する材料で音を外部に通さなくするものではない。むしろ、穴の開いた素材が用いられることもあるため、外部に音を通してしまうことも多い。

### 遮音
遮音とは、音を通しにくい物質でさえぎる技術である。基本的には、壁の質量を増やすことで遮音効果を上げるが、それには限界がある。そこで、壁・床・天井を二重にすることで大きな効果をもたらすようにしている。また、浮き床構造にすることで、振動を他に伝えにくくすることも行われる。なお、少しでも音を通しやすいところがあると、遮音効果は格段に低下する。

## 範囲
現在、建築音響工学は様々な分野で応用されている。

### 舞台音響
コンサートホールや劇場、映画館などの設計にも応用されている。

### その他
工事現場や、高速道路などには騒音を遮音するために、遮音壁などの建築物が設置される。
また、逆に外部からの音を遮音する為に、スタジオから一般的な建物まで、防音効果の高い壁が用いられる。